# コント55号の野球ケン!!
『コント55号の野球ケン!!』（コントごじゅうごごうのやきゅうケン）は、1969年11月26日から1970年4月1日まで日本テレビ系列局で放送されていた日本テレビ製作のバラエティ番組である。カラー放送。放送時間は毎週水曜 21:00 - 21:30 （日本標準時）。

## 概要
コント55号が司会を務めていた番組で、収録は日本各地の公会堂で行われていた。
内容は、同時期に日曜20:00枠で放送されていた『コント55号の裏番組をぶっとばせ!』の野球拳のコーナーと全く同じで、萩本欽一と坂上二郎のどちらかが女性ゲストと野球拳をしていた。女性ゲストが負けて脱いだ衣装はその場でオークションに掛けられ、観客が競り落としていた。
放送開始から1ヶ月強後の1969年12月31日には、大晦日にも関わらず通常放送され、この日放送の『第20回NHK紅白歌合戦』（21:00 - 23:45）の対抗番組として放送した。
番組審議会からの批判や局内から番組の続行を求める声があったが、1970年4月改編で打ち切った。
番組の終了後、日本テレビでは長らく野球拳を行う番組が放送されていなかったが、それから23年8か月後の1993年12月31日に放送の日本テレビの年越し特番『スーパー電波バザール 年越しジャンボ同窓会』でダウンタウンが司会を務めるコーナーとして復活した。翌1994年12月31日には『ダウンタウンの裏番組をブッ飛ばせ!!』と題して単独番組化し、放送時間を丸々使って野球拳を行うも、1995年12月31日に放送された同特番の第2回『裏番組をブッ飛ばせ!!'95大晦日スペシャル』（ダウンタウンは裏番組出演のために参加せず）をもって再び終結した。

## ゲスト出演者

### 1969年
- 11月26日：山口火奈子
- 12月3日：サリー・メイ
- 12月10日：集三枝子
- 12月17日：ちあきなおみ
- 12月24日：沖山秀子
- 12月31日：麻生れい子

### 1970年
- 1月7日：応蘭芳
- 1月14日：橘ますみ
- 1月21日：沢知美
- 1月28日：風間千代子
- 2月4日：賀川雪絵
- 2月11日：浜かおる
- 2月18日：椿まみ
- 2月25日：村田英雄、本田由香子
- 3月4日：円山理映子
- 3月11日：亜里ひろみ、三遊亭歌奴
- 3月18日：大堀早苗、トリオスカイライン
- 3月25日：ミス・ジーナン・クワット、東京ぼん太
- 4月1日：三笠れい子、Wけんじ